# Ink (film)
Ink (in lingua italiana letteralmente inchiostro) è un film fantastico statunitense del 2009. Il film è stato prodotto da una compagnia indipendente, la Double Edge Films, di proprietà dello stesso regista del film, Jamin Winans. Racconta del destino di un padre e della sua figlia, rapita dalle forze oscure. L'uomo verrà aiutato senza saperlo da un gruppo di "angeli".

## Trama
(Jacob (Jeremy Make) al momento di intervenire per cambiare il destino di John)
La scena iniziale mostra un uomo d'affari infuriato per motivi non precisati alla guida di un'auto che finisce per compiere un incidente.
La storia continua narrando eventi passati, si mostra la vita di una normale famiglia dove il padre, l'uomo che avrà l'incidente, John è impegnato in un duro lavoro che lo porta a stare molto tempo fuori di casa. Sua figlia, Emma si sente trascurata e vorrebbe poter passare più tempo con il suo padre. Quando la notte giunge si mostrano alcuni esseri dall'aspetto luminoso (una sorta di angeli) che entrano nelle case della gente e toccandoli gli mostrano i loro sogni, in seguito arrivano degli esseri scuri (che si frappongono ai primi, come se fossero demoni, chiamati "incubus") che al tocco mostrano agli uomini i loro incubi.
A questi sopraggiunge un altro essere, misterioso, completamente ricoperto di stracci che rapisce Emma. Alcuni "storyteller" (gli angeli di prima) fra cui Gabe, Sarah e Allel cercano di combatterlo e di portargli via la bambina inutilmente. L'essere suona un tamburo e scompare in cielo con Emma.
Al gruppo si unisce la guida Jacob, un essere cieco che riesce ad ascoltare il ritmo della terra.
Nel frattempo al mostro si unisce una donna, Liev, che spontaneamente si consegna ai due. Durante l'iniziale scontro fra i due si vedrà il volto del rapitore ricoperto di cicatrici e deforme. Si comprende che ci si trova in un'altra dimensione che non appartiene alla terra, dove gli abitanti sono per la maggior parte dei defunti, qui il tempo trascorre in modo molto diverso rispetto al mondo dei vivi. Il gruppo farà strani incontri prima di giungere davanti al principe degli incubus a cui deve consegnare la bambina. La donna verrà uccisa e prima di esalare l'ultimo respiro farà ricordare all'essere chi in realtà sia: il mostro era in realtà il padre della bambina che dopo la morte della moglie e aver cominciato ad ubriacarsi ne aveva perso l'affidamento della figlia. Finirà con l'uccidersi pieno di rimorsi ed una volta morto diventerà l'essere deforme che era apparso prima.
Compito di Jacob e gli altri è quello di impedire questo destino, ma non hanno alcun potere sulle cose reali, nessuno li vede e non possono toccare nulla mentre John è preda di un incubus che lo sta portando alla follia. Jacob osservando attentamente la scena, ogni catena, il flusso del destino comprende quando intervenire per poterlo cambiare e canticchiando 1, 2, 3, 4 (one, two, three, four nell'edizione originale) si avvicina ad un bambino che sta per regalare un dollaro ad un pittore per strada e aziona un meccanismo che portava con sé, con cui crea una leggera brezza di vento che riesce appena a far volare il dollaro dalle mani del bambino iniziando una serie di eventi che porterà l'incidente di cui all'inizio del film. Il destino cambierà è l'uomo si accorgerà degli errori fatti arrivando da sua figlia che in quella realtà si trovava all'ospedale, mentre nella realtà onirica l'uomo salverà la figlia.

## Personaggi

### Protagonisti
- Christopher Soren Kelly, John il padre di famiglia ma interpreterà anche la parte del mostro che si rivelerà essere lui stesso solo verso la fine.
- Quinn Hunchar, Emma la piccola bambina bionda, imparerà a fare il verso del leone per spaventare i vari mostri
- Jessica Duffy, Liev
- Jennifer Batter, Allel, una dei 3 angeli, bruna porta dei tagli sul viso fatti nello scontro iniziale con il mostro. Del gruppo è quella che lega maggiormente con Jacob anche se rinuncerà a comprenderlo
- Jeremy Make, Jacob, la guida. Cieco, parla per enigmi, personaggio carismatico che ha ricevuto il dono di riuscire a leggere il ritmo della terra e di modificare il destino degli esseri umani.
- Eme Ikwuakor, Gabe, uno dei 3 angeli, uomo di colore, verso la fine combatterà al fianco di Sarah un'enorme quantità di Incubus fino all'arrivo dei membri rimanenti
- Shelby Malone, Sarah, uno dei 3 angeli, bionda

### Altri personaggi
- Shauna Earp, la sposa, donna non affascinante che attende eternamente spasimanti e pubblico in genere
- Steven Brown, il collezionista, pensa che tutto ciò che veda sia suo, effettua baratti solo con lauti guadagni
- Marty Lindsey, il sovrano degli Incubus
- Troy Garner, l'incubus di John che lo perseguiterà per quasi tutta la durata del film

## Critica
Il Los Angeles Times, con recensione di Critics Robert Abele, e il Denver Post con un articolo redatto da Lisa Kennedy, hanno avuto entrambi parole di elogio per il film

## Riconoscimenti
Il film è stato premiato al Santa Barbara International Film Festival il 23 gennaio 2009
Inoltre è stato premiato come "Best International Feature award" al Cancun Film Festival.